# Yairipok
Yairipok è una suddivisione dell'India, classificata come nagar panchayat, di 8.263 abitanti, situata nel distretto di Thoubal, nello stato federato del Manipur. In base al numero di abitanti la città rientra nella classe V (da 5.000 a 9.999 persone).

## Geografia fisica
La città è situata a 24° 40' 0 N e 94° 4' 0 E e ha un'altitudine di 844 m s.l.m..

## Società

### Evoluzione demografica
Al censimento del 2001 la popolazione di Yairipok assommava a 8.263 persone, delle quali 4.175 maschi e 4.088 femmine. I bambini di età inferiore o uguale ai sei anni assommavano a 1.132, dei quali 546 maschi e 586 femmine. Infine, coloro che erano in grado di saper almeno leggere e scrivere erano 5.286, dei quali 3.084 maschi e 2.202 femmine.